# 別府 (福岡市)
別府（べふ）は、福岡県福岡市城南区の町名。現行の行政地名は、別府一丁目から七丁目まで。読みは大分県別府市とは異なり、べふである。面積は77.83ヘクタール。2023年2月末現在の人口は14,750人。郵便番号は814-0104。国道202号が通り、福岡市地下鉄七隈線の別府駅や中村学園大学がある。

## 地理
別府は、福岡市の都心部とされる中央区天神（）の南西約3.5キロメートルに位置しており、地下鉄で天神、博多駅などと結ばれており、利便性が高い。北で鳥飼（）及び城西団地（）と、東で別府団地（）と、南で田島（）及び茶山（）と、西で茶山及び荒江団地（）と隣接する。国道202号を境に北側は概ね平坦、南側は南にいくほど標高が高くなり、標高は5から20メートルほどである。また国道の北側でも中村大学前交差点の北側は小高くなっている。

### 河川
町内には次の河川がある。
- 樋井川（）[注釈 1]

### 地価
2016年（平成28年）7月1日に公表された都道府県地価調査によれば福岡県福岡市城南区別府五丁目183番の地点(商業地)で300,000円/m2となっている。

## 語源
別府（べふ）・別府（べっぶ）は全く同意義な言葉で、別符からでたものである。別符は別勅符田を省略したものであるといわれている。「竹崎五郎絵詞」に、「凶徒赤坂陣を駈落されて二手と成て、大勢はすははらに向けて引く、肥後勢は別府のつか原に、鳥飼の汐干潟を大勢に成合むと引くを追掛、云々」とあり、別府の地名は早くから呼ばれていたものと思われる 。

## 歴史
太閤秀吉（豊臣秀吉）が朝鮮役の際、博多から本陣（ほんじん：戦場で大将がいる場所）が置かれている名護屋城へ往来した際別府を通り、その道が太閤道といわれる。
- 1889年4月1日 - 町村制施行に伴い早良郡谷村、鳥飼村の一部、福岡区西町の一部が合併して早良郡鳥飼村が成立。
- 1919年（大正8年）11月1日 - 鳥飼村が福岡市へ編入される。
- 1970年 （昭和45年） 7月30日 - 国鉄筑肥線を跨ぐ別府大橋(陸橋)が完成。
- 1971年（昭和46年）7月1日 - 住居表示実施。 それまでの旧町名・別府北町や別府町、西田町、弓の馬場から、別府一〜七丁目となる。
- 1982年（昭和57年）5月10日 - 西区から分区された城南区へ変更。
- 2005年（平成17年）2月1日 - 福岡市地下鉄七隈線別府駅 開業。

## 人口
別府一丁目から七丁目までを合わせた人口の推移を福岡市の住民基本台帳（公称町別）に基づき示す（単位：人）。集計時点は各年9月末現在である。
- 2001年（平成13年）：11,115
- 2002年（平成14年）：11,319
- 2003年（平成15年）：11,433
- 2004年（平成16年）：11,523
- 2005年（平成17年）：12,151
- 2006年（平成18年）：12,561
- 2007年（平成19年）：12,702
- 2008年（平成20年）：13,195
- 2009年（平成21年）：13,246
- 2010年（平成22年）：13,476
- 2011年（平成23年）：13,811
- 2012年（平成24年）：13,754
- 2013年（平成25年）：13,749
- 2014年（平成26年）：13,656
- 2015年（平成27年）：13,692
- 2016年（平成28年）：13,693
- 2017年（平成29年）：13,793
- 2018年（平成30年）：14,068
- 2019年（令和元年）：14,354
- 2020年（令和2年）：14,574
- 2021年（令和3年）：14,719
- 2022年（令和4年）：14,777

## 交通

### 鉄道
福岡市地下鉄七隈線・別府駅

### バス
- 西鉄バスバス停 - 別府駅前・中村大学前・別府四丁目・別府六丁目・別府小学校前

### 道路

#### 国道
- 国道202号（別府橋通り）

国道の写真
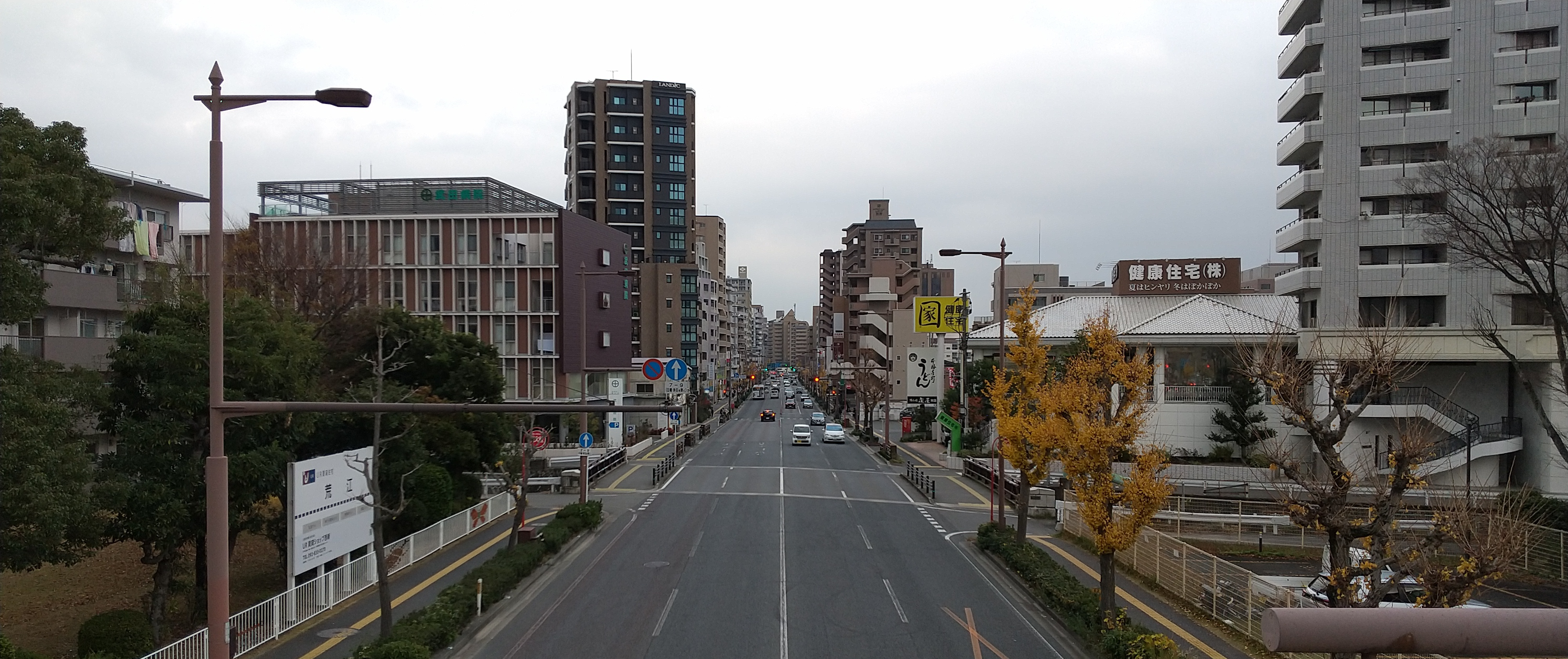
国道202号、荒江歩道橋の東側（荒江団地、別府）

### 県道
- 原東警固線（重複区間：国道202号）

#### 市道
- 鳥飼梅林線（城南学園通り）
- 地行鳥飼七隈線
- 博多駅鳥飼線

## 施設
国道202号沿いを中心に、コンビニエンスストアやスーパーマーケットが町内や隣接町内に多くある。

### 公共施設
- 福岡市別府公民館

### 学校
- 中村学園大学
- 福岡市立別府小学校

### 公園
- 別府公園
- 別府北公園
- 別府西公園
- 別府1号公園
- 別府2号公園
- 弓の馬場公園

### その他
- ハローデイ別府店
- 西鉄ストア別府店
- セブン-イレブン福岡城南店
- ファミリーマート城南別府1丁目店
- ファミリーマートツルハドラッグ別府店
- ローソン別府三丁目店
- 福岡別府四郵便局
- 福岡別府団地郵便局
- 日本コミュニティ株式会社
- 株式会社カクマル
- 株式会社朝日プラント
- 福岡城西キリスト教会
- 福岡みつき病院  (旧・安藤病院)
- 医療法人敬天会　武田病院